# Fons Teheux
Alphonsus Josephus Maria Gerardus (Fons) Teheux (Vaesrade, 29 oktober 1933 – Geulle, 25 mei 2021) was een Nederlands politicus van de KVP en later het CDA.
Na de mulo en z'n dienstplicht ging hij in 1955 werken bij de secretarie van de gemeente Klimmen. In juli 1962 werd hij de gemeentesecretaris/ontvanger van Wijnandsrade als opvolger van Léon Bogman die burgemeester van Slenaken geworden was. Teheux werd in januari 1966 benoemd tot burgemeester van Wijnandsrade. Begin 1972 werd hij tevens waarnemend burgemeester van Wittem ter tijdelijke vervanging van de zieke Jan Ficq, wat hij zou blijven tot 16 december van dat jaar toen Ruud van de Ven daar benoemd werd. Op diezelfde dag werd Teheux benoemd tot burgemeester van Gulpen. In 1982 werd hij burgemeester van Simpelveld, wat hij zou blijven tot 1 januari 1993, toen hij vervroegd met pensioen ging.
Fons Teheux overleed in 2021 op 87-jarige leeftijd.